# Olympische Jugend-Sommerspiele 2014/Teilnehmer (Irak)
| Gelbes Symbol für Goldmedaillen mit stilisierten Olympischen Ringen | Graues Symbol für Silbermedaillen mit stilisierten Olympischen Ringen | Braundes Symbol für Bronzemedaillen mit stilisierten Olympischen Ringen |
| ------------------------------------------------------------------- | --------------------------------------------------------------------- | ----------------------------------------------------------------------- |
| —                                                                   | —                                                                     | 1                                                                       |

Die Jugend-Olympiamannschaft des Irak für die II. Olympischen Jugend-Sommerspiele vom 16. bis 28. August 2014 in Nanjing (Volksrepublik China) bestand aus fünf Athleten.

## Athleten nach Sportarten

### Fechten
Jungen
- Murtadha Al-Musawi
Säbel Einzel: 13. Platz

### Gewichtheben
Jungen
- Karrar Al-Badri
Bantamgewicht: 8. Platz

### Leichtathletik
Jungen
- Muntadher Faleh Abdulwahid
Stabhochsprung: Bronze 
8 × 100 m Mixed: 10. Platz
- Hussein al-Bayati
Hammerwurf: 10. Platz
8 × 100 m Mixed: 8. Platz

### Turnen
Mädchen
- Fatimah Saadi Al-Tameemi
Einzelmehrkampf: 38. Platz